# 陈晓旭
陈晓旭（1965年10月29日—2007年5月13日），出家後法号妙真，辽宁省鞍山市人，中国女演员、企业家。1984年出演电视剧《红楼梦》中林黛玉一角。後來她弃演从商，创立了自己的广告公司，从事广告与文化传媒事业。
1999年皈依佛教。2006年5月得知自己罹患乳腺癌，2007年2月23日（正月初六）在长春百国兴隆寺出家，法号妙真，同年5月13日22时51分在广东深圳圆寂，享年41岁。

## 商界生涯
2006年，自1991年进入广告业界，经过15年的发展，世邦广告公司已成为一家年营业额近两亿元的4A广告公司。1999年-2003年，公司连续4年获得中央电视台优秀广告代理公司称号，2004年获得中国生产力学会颁布的“中国十佳诚信广告机构”和“中国十大策划专家”称号，中国广告协会“广告人中国案例”品牌策划金奖。

## 皈依佛门
陈晓旭学佛由来已久，1999年，一个偶然的机会她听到了净空讲解的《无量寿经》，颇受触动，后来陈晓旭直飞至新加坡拜访净空，并与妹妹一起皈依。2004年陈晓旭在接受《纽约时报》专访时说：“1999年，我的经济状况已经相当好，但不知为什么，仍然觉得不快乐。后来有人介绍我去学释迦牟尼佛的教义。这改变了我对生活和工作的态度。”“现在，我以阅读佛经《无量寿经》开始一天的生活。在晚上我读另一部佛经。平时工作，我在午餐休息的时间做30分钟冥想。”“如果我们为自己和家人积攒物质财产或者赚取个人财富，我们可能并得不到满足感。但我们可以用这些东西来为别人创造更多的利益，这就是佛对我的意义。”
2007年2月23日（正月初六），陈晓旭在位于长春宽城区奋进乡新月村的百国兴隆寺举行了剃度仪式，落髮出家，法号妙真。这一举动让世人感到震惊，许多人无法理解，一时间舆论媒体一片哗然。2007年2月27日，中国科技财富报刊登了妙真法师出家声明，她说“不惑之年终于走出了我人生最重要、最正确的道路”“出家不是消极避世，而是更积极的人生选择。通过净空老法师的教诲，使我认识到，佛教不是宗教，而是佛陀对九法界众生至善圆满的智慧教育。通过多年的学习，使我深深地感受到佛法的广大利益。我愿向净空法师学习，为佛教育奉献我的终生。在家修学总有兼职之感，出家修学更能专精一门深入，这也是古大德求学之道。”对于病症一事她说“实无大碍，不过是近日身体稍有不适而已。正如佛法所说‘一切法从心想生’。我相信只要能以清静心正确修法方能转变境界。就像纪录片《山西小院》里所纪录的那些人们一样，还有钟茂森博士的同学，他们都曾身染重病，通过佛法的清静修行，用自己的愿力、意念，转变了境界。” 她的第二任丈夫郝彤，也于3月8日在深圳一个佛教道场出家。

## 婚姻
1991年，陈晓旭认识了北京电影学院摄影系的学生郝彤，后者邀请她参加拍摄他的毕业作品《黑葡萄》。陈晓旭在郝彤三顾茅庐之下答应拍摄，二人在拍摄过程前后互相了解，逐渐确立了恋爱关系。郝彤毕业后在中央新闻纪录电影制片厂工作了一年，随后他辞职和陈晓旭一同投身于商界，不过二人一直到2001年才正式结婚。2007年2月23日，陈晓旭正式剃度出家，3月8日郝彤也正式出家，在面对记者采访时，郝彤承认二人的关系已非夫妻而是同学和道友，对陈晓旭的称呼也变成“妙真法师”。

## 病逝

### 患癌初期
陈晓旭大概是在2006年4月、5月去医院检查得知自己罹患乳腺癌，晓旭的姑姑2006年五一的时候给晓旭打电话，当时她要姑姑多保重，姑姑感觉这话跟平时不太对劲，后来晓旭的丈夫郝彤直接告诉了姑姑，晓旭是乳腺癌二期。而且晓旭要姑姑保密，一定不能告诉父母。晓旭父母知道的时候，她已经有一条腿不能动了，已经很晚了，癌细胞已经转移到腿上了。
虽然从晓旭被确诊患乳腺癌的第一天起，家人就不停劝她采取积极的治疗方式，凭当时晓旭的身体状况，她的病是可以医治的，但她却拒绝了治疗，拒绝了痊癒的可能，选择了出家，父亲劝她去治疗，劝她动手术，但她说：“假如说动手术做化疗能治好，或者是不用这个就死亡，那我选择死亡。”陈晓旭知道淨空法師他们希望能培养一些年轻的、真正弘法的人才，因为他们看到中国的儒释道在全世界都缺乏师资，真正好的师资都没有了，所以想培养至少10人，儒释道都要学。師父認為儒释道现在没有传人了，这是很不好的现象，所以他们提出这个意思，陈晓旭和丈夫郝彤便想参加。陈晓旭決定出家後的第二天，師父打过电话给她，跟她说：「我们现在非常需要人才，国家也需要，民族也需要，全世界也需要，需要弘法的法师，你真有这个愿望，那就无量功德，是桩大好事情！」没想到她先生也要出家，師父说：「好，一起来。」

### 最后的日子
2007年5月13日6时57分陈晓旭因乳腺癌在深圳圆寂。
2007年5月16日其亲属遵照陈晓旭遗愿，成立陈晓旭慈善基金会，始创基金为5000万元人民币，用于教育、医疗及其它慈善事业。

### 哀悼
2007年5月17日中午12点在深圳殡仪馆举行陈晓旭的遗体告别仪式，13时15分左右被送去火化。周岭说：“再也选不出像她这样的林黛玉了。”
2007年6月1日，陈晓旭的追思会在北京大观园举行，其家人、朋友，原公司职工及1987版《红楼梦》的主创人员共计400多人到会。欧阳奋强、周岭、邓婕、张莉、吴晓东等《红楼梦》剧组演员和工作人员都上台表示了深切的怀念和哀悼，周岭还写了长达百字的挽联，红学家冯其庸、周汝昌亦送来悼词。中国电视剧制作中心也派代表表达哀悼之情。

## 评价
陈晓旭的演艺生涯甚短，一生只主演了两部戏，即《红楼梦》和《家春秋》。
1987年版《红楼梦》刚播出时，陈晓旭的林黛玉还是有不小争议，但在二十年后却得到了极高的评价，对此红学家周思源的看法是“中国文学不同于西方文学，其多用白描，很少有外貌描写和心理描写，所以一千个人心里就有一千个林黛玉，但在陈晓旭之后，很多人慢慢认定了林黛玉就是她。”而另一位红学家则表示在气氛浮躁的当下环境，能够深刻理解林黛玉的演员很少，在演绎上要超越陈晓旭很困难。
另外，陈晓旭的早逝也无意之中契合了原著中林黛玉的悲剧命运，使人感悟到人生的戏剧化。有评论家如此说“我寧可相信，陳曉旭生命的隕落，纔成全了她的完美，因為“她是上帝精心制作的一件藝術品，俗世的生活她不快樂，於是上帝就將她收回去了”。

## 作品

### 文学作品
- 回忆录：《梦里三年》[13]
- 诗歌：《梦里三年已是秋》、《柳絮》、《给十七岁》、《无题》(2首)、《石竹》、《幽兰》、《小麻雀》、《人淡如菊》

### 影视作品
- 1982年 鞍山电视台《家风》 饰演 刘大妹
- 1984-1987年 中央电视台《红楼梦》 饰演 林黛玉
- 1988年 上海电视台《家春秋》 饰演 梅表姐
- 1991年 北京电影制片厂《黑葡萄》 饰演 细妹
- 2001年 电影《了凡四训》
- 2006年 电视剧《红衣坊》（制片人）
- 2008年 电视剧《俞净意公遇灶神记》（制片人）
- 2011年 动画短片《佛说阿弥陀经》（制片人）

### 话剧作品
- 《聂小倩》 饰演 聂小倩
- 《畸形人》 饰演 孙小青
- 《好伙伴之歌》 饰演 微微
- 《白毛女》 饰演 喜儿